# بوروس

شهر بوروس (به سوئدی: Borås) در ناحیه شهری بوروس در کشور سوئد واقع شده است. جمعیت این شهر ۲۱۴۲٫۳۹ نفر است.

## نگارخانه

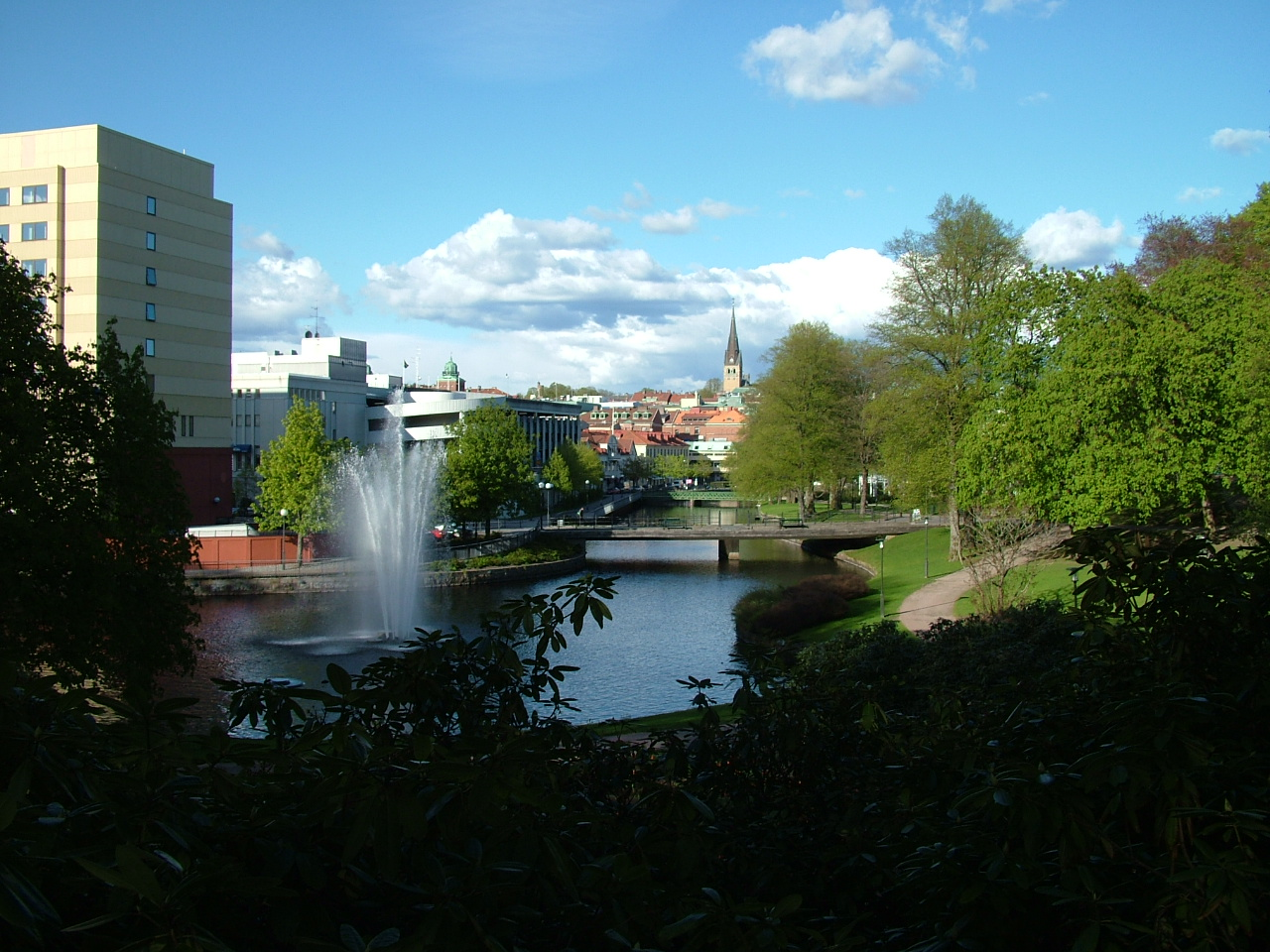
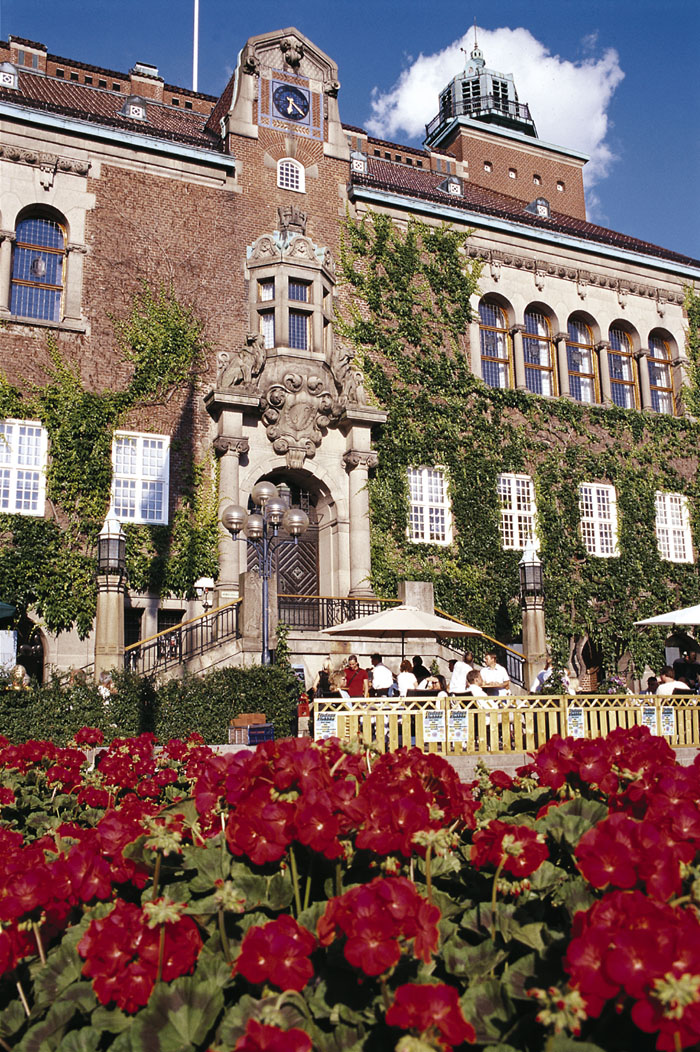
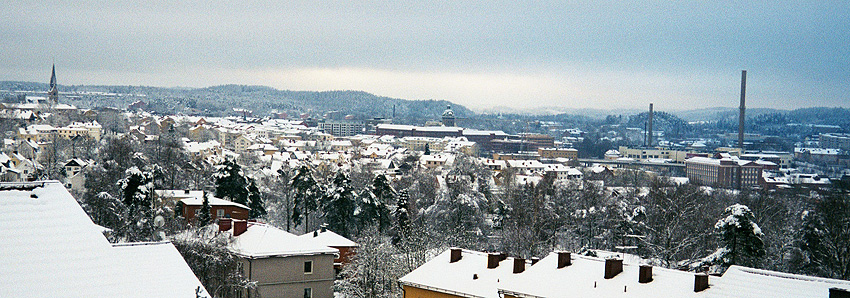
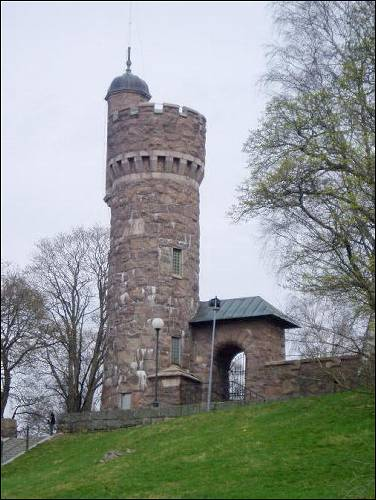
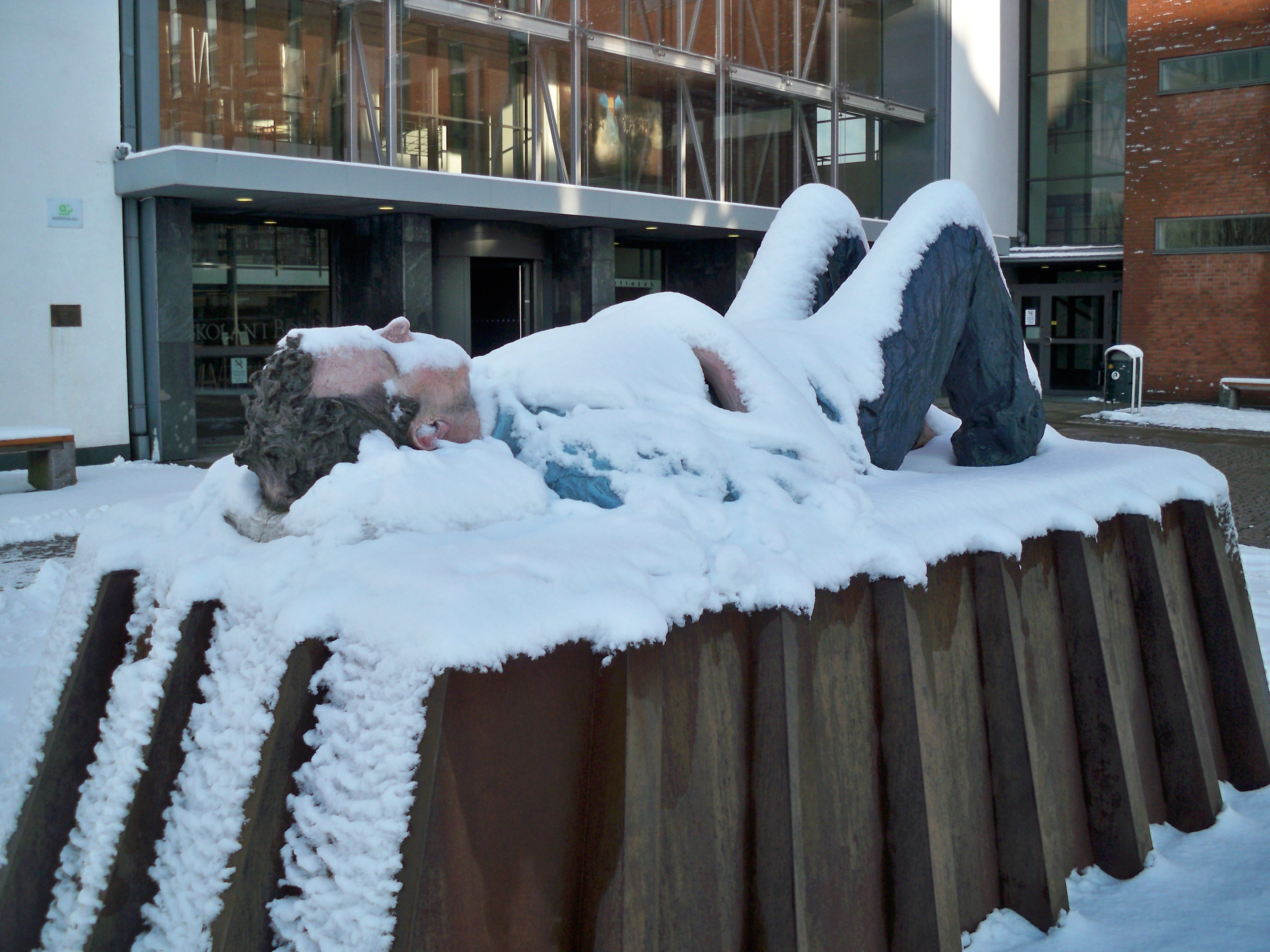